# Ułus ałłaichowski
Ułus ałłaichowski (ros. Аллаиховский улус, jakuc. Аллайыаха улууhа) – ułus (jednostka podziału administracyjnego w rosyjskiej Jakucji, odpowiadająca rejonowi w innych częściach Rosji) w północnej części położonej na Syberii autonomicznej rosyjskiej republiki Jakucji.
Ułus ma powierzchnię ok. 107,4 tys. km². Z powodu subpolarnego klimatu obszar ten zamieszkuje niewielu mieszkańców. W 2007 r. w ułusie żyło 3421 osób, zamieszkujących w 9 osadach. Liczba mieszkańców ułusu szybko spada – w ciągu 12 lat o ponad 1/3; w 1995 r. na terenie rejonu żyło ok. 5,2 tys. ludzi. Gęstość zaludnienia w ułusie wynosi 0,03 os./km².
Ośrodkiem administracyjnym ułusu jest osiedle typu miejskiego Czokurdach, które, podobnie jak cały ułus, szybko się wyludnia. W 2002 r. liczyło ono tylko 2591 mieszkańców, gdy jeszcze w 1989 r. – 3845.
Na terenie ułusu znajduje się Park Narodowy „Kytałyk”.